# Schaamstreek
De schaamstreek is het deel van het menselijk lichaam waar zich de liezen en geslachtsorganen bevinden. Het wordt ook wel het kruis genoemd omdat hier de benen en de romp van het lichaam bij elkaar komen. De begrenzing van de schaamstreek ligt tussen de onderkant van de buik en het begin van de bovenbenen aan de voorzijde van het lichaam. De billen worden niet tot de schaamstreek gerekend.
De naam "schaamstreek" kan ontstaan zijn vanuit de Bijbelse tekst dat Adam en Eva zich na het eten van de verboden vrucht gingen “schamen”. De geschiedenis over naaktheid vertelt over het langzaam uitbannen van het zicht op geslachtsdelen. Ten tijde van Benedictus van Nursia werd dit schaamtegevoel verder doorgevoerd.
In vroeger tijden, en in sommige culturen nog steeds, wordt de schaamstreek bedekt met een schaamlap. Tegenwoordig wordt bij de meeste volkeren ondergoed in combinatie met overkleding gebruikt. Rond de 16e eeuw is er in Europa een tijd geweest waarin men de penis weliswaar bedekte doch wel duidelijk accentueerde middels een braguette.
Vanwege hun functie in de menselijke seksualiteit worden de geslachtsdelen in de meeste culturen beschouwd als een van de intieme lichaamsdelen van het lichaam en worden daarom niet in het openbaar getoond. In veel herentoiletten worden schaamschotten geplaatst tussen de urinoirs om te voorkomen dat een gebruiker andermans schaamstreek ziet.